# Bóng rổ tại Đại hội Thể thao Đông Nam Á 1981
Bóng rổ tại Đại hội Thể thao Đông Nam Á năm 1981 diễn ra từ 7 đến 13 tháng 12 năm 1981 tại Rizal Memorial Coliseum, Manila, Philippines. Cả hai nội dung đồng đội nam và đồng đội nữ đều thi đấu qua hai giai đoạn: vòng tròn xếp hạng và trận tranh huy chương.
Ở nội dung nam, đội chủ nhà Philippines xuất sắc giành huy chương vàng sau khi đánh bại Malaysia với tỷ số 91–74 trong trận chung kết, trong khi Thái Lan vượt qua Singapore giành huy chương đồng với tỷ số 99–90
Trong nội dung nữ, Malaysia khẳng định sức mạnh bằng việc bảo vệ thành công chức vô địch với chiến thắng 52–42 trước Philippines, còn Thái Lan giành huy chương đồng.

## Thể thức thi đấu
Thể thức thi đấu của cả nội dung nam và nữ quy định rằng hai đội đứng đầu sau vòng tròn một lượt sẽ đối đầu nhau trong trận chung kết tranh huy chương vàng. Trong khi đó, đội xếp thứ ba và thứ tư sẽ thi đấu tranh huy chương đồng.

## Giải đấu nam

### Quốc gia tham dự
- Malaysia
- Philippines
- Singapore
- Thái Lan

### Kết quả
| VT | Đội             | ST | T | B | ĐT  | ĐB  | HS  | Đ | Giành quyền tham dự        |
| -- | --------------- | -- | - | - | --- | --- | --- | - | -------------------------- |
| 1  | Philippines (H) | 3  | 2 | 1 | 242 | 211 | +31 | 5 | Trận chung kết             |
| 2  | Malaysia        | 3  | 2 | 1 | 244 | 228 | +16 | 5 | Trận chung kết             |
| 3  | Thái Lan        | 3  | 2 | 1 | 237 | 234 | +3  | 5 | Trận tranh huy chương đồng |
| 4  | Singapore       | 3  | 0 | 3 | 195 | 245 | −50 | 3 | Trận tranh huy chương đồng |

1. ↑  1–1; 1.1000
2. ↑  1–1; 0.9874
3. ↑  1–1; 0.9231

| 7 tháng 12 năm 1981 | Kết quả | Malaysia | 80–83 | Thái Lan |  | Rizal Memorial Coliseum, Manila |

| 7 tháng 12 năm 1981 | Kết quả | Singapore | 61–77 | Philippines |  | Rizal Memorial Coliseum, Manila |

| 8 tháng 12 năm 1981 | Kết quả | Thái Lan | 81–65 | Singapore |  | Rizal Memorial Coliseum, Manila |

| 9 tháng 12 năm 1981 | Kết quả | Philippines | 76–77 | Malaysia |  | Rizal Memorial Coliseum, Manila |

| 11 tháng 12 năm 1981 | Kết quả | Philippines | 89–73 | Thái Lan |  | Rizal Memorial Coliseum, Manila |

| 12 tháng 12 năm 1981 | Kết quả | Singapore | 69–87 | Malaysia |  | Rizal Memorial Coliseum, Manila |

### Tranh huy chương đồng
| 13 tháng 12 năm 1981 | Kết quả | Singapore | 90–99 | Thái Lan |  | Rizal Memorial Coliseum, Manila |

### Chung kết
| 13 tháng 12 năm 1981 | Kết quả | Philippines | 91–74 | Malaysia |  | Rizal Memorial Coliseum, Manila |

### Xếp hạng chung cuộc
| Hạng | Đội tuyển   |
| ---- | ----------- |
| 1    | Philippines |
| 2    | Malaysia    |
| 3    | Thái Lan    |
| 4    | Singapore   |

## Giải đấu nữ

### Quốc gia tham dự
- Indonesia
- Malaysia
- Philippines
- Singapore
- Thái Lan

### Kết quả
| VT | Đội             | ST | T | B | ĐT  | ĐB  | HS  | Đ | Giành quyền tham dự        |
| -- | --------------- | -- | - | - | --- | --- | --- | - | -------------------------- |
| 1  | Malaysia        | 4  | 4 | 0 | 208 | 159 | +49 | 8 | Trận chung kết             |
| 2  | Philippines (H) | 4  | 3 | 1 | 265 | 219 | +46 | 7 | Trận chung kết             |
| 3  | Thái Lan        | 4  | 2 | 2 | 225 | 237 | −12 | 6 | Trận tranh huy chương đồng |
| 4  | Singapore       | 4  | 1 | 3 | 159 | 179 | −20 | 5 | Trận tranh huy chương đồng |
| 5  | Indonesia       | 4  | 0 | 4 | 206 | 269 | −63 | 4 |                            |

| 7 tháng 12 năm 1981 | Kết quả | Singapore | 54–61 | Thái Lan |  | Rizal Memorial Coliseum, Manila |

| 7 tháng 12 năm 1981 | Kết quả | Philippines | 82–47 | Indonesia |  | Rizal Memorial Coliseum, Manila |

| 8 tháng 12 năm 1981 | Kết quả | Indonesia | 55–66 | Malaysia |  | Rizal Memorial Coliseum, Manila |

| 8 tháng 12 năm 1981 | Kết quả | Singapore | 47–64 | Philippines |  | Rizal Memorial Coliseum, Manila |

| 9 tháng 12 năm 1981 |  | Malaysia | W–L | Singapore |  | Rizal Memorial Coliseum, Manila |

| 9 tháng 12 năm 1981 | Kết quả | Philippines | 60–56 | Thái Lan |  | Rizal Memorial Coliseum, Manila |

| 11 tháng 12 năm 1981 | Kết quả | Thái Lan | 63–50 | Indonesia |  | Rizal Memorial Coliseum, Manila |

| 11 tháng 12 năm 1981 | Kết quả | Malaysia | 69–59 | Philippines |  | Rizal Memorial Coliseum, Manila |

| 12 tháng 12 năm 1981 14:00 | Kết quả | Singapore | 58–54 | Indonesia |  | Rizal Memorial Coliseum, Manila |

| 12 tháng 12 năm 1981 15:30 | Kết quả | Thái Lan | 45–73 | Malaysia |  | Rizal Memorial Coliseum, Manila |

### Tranh huy chương đồng
| 13 tháng 12 năm 1981 | Kết quả | Singapore | 46–59 | Thái Lan |  | Rizal Memorial Coliseum, Manila |

### Chung kết
| 13 tháng 12 năm 1981 | Kết quả | Philippines | 42–52 | Malaysia |  | Rizal Memorial Coliseum, Manila |

### Xếp hạng chung cuộc
| Hạng | Đội tuyển   |
| ---- | ----------- |
| 1    | Malaysia    |
| 2    | Philippines |
| 3    | Thái Lan    |
| 4    | Singapore   |
| 5    | Indonesia   |